# Fernand Thiébaud
Fernand Thiébaud (ur. w 1906 zm. 25 listopada 1997 w Bôle) – szwajcarski szermierz, brązowy medalista mistrzostw świata.
Podczas mistrzostw świata w Brukseli w 1953 roku Szwajcarzy w składzie: Jules Amez-Droz, Richard Amstad, Michel Evéquoz, Umberto Menegalli, Fernand Thiébaud i Mario Valota zdobyli brązowy medal w zawodach drużynowych. Był to jego jedyny medal wywalczony w zawodach tego cyklu.
Wystartował na igrzyskach olimpijskich w Londynie w 1948 roku, gdzie w szpadzie drużynowej zajął piąte miejsce. Był to jego jedyny występ olimpijski.